# Miran Gašperšič
Miran Gašperšič (Jesenice, 22 ottobre 1948) è un ex sciatore alpino jugoslavo, dal 1991 sloveno, che gareggiò per la nazionale jugoslava.

## Biografia
Sciatore polivalente, in Coppa del Mondo Gašperšič esordì il 5 febbraio 1967 a Madonna di Campiglio in slalom speciale, senza completare la prova, e ottenne il primo piazzamento il 6 gennaio 1969 ad Adelboden in slalom gigante (40º); ai Mondiali di Sankt Moritz 1974 si classificò 11º nello slalom speciale e non completò lo slalom gigante. In Coppa del Mondo ottenne il miglior risultato il 3 marzo 1974 a Voss in slalom speciale (18º) e prese per l'ultima volta il via il 24 gennaio 1976 a Kitzbühel nella medesima specialità, senza completare la prova; ai successivi XII Giochi olimpici invernali di Innsbruck 1976, sua unica presenza olimpica nonché congedo agonistico, non completò né lo slalom gigante né lo slalom speciale.

## Palmarès

### Campionati jugoslavi
- 5 ori (combinata nel 1969; slalom gigante, combinata nel 1971; slalom speciale nel 1972; discesa libera nel 1973)[1]